# 미오 민 미오
미오 민 미오(Mio min Mio)는 노르웨이에서 제작된 블라드미르 그라마티코브 감독의 1987년 모험, 드라마, 가족 영화이다. 닉 픽카드 등이 주연으로 출연하였다.

## 출연

### 주연
- 닉 픽카드
- 크리스찬 베일